# MPT 1327
MPT 1327 – system komunikacji głosowej, standard określający protokół, dzięki któremu możliwa jest wymiana informacji pomiędzy stacjami ruchomymi a stacją bazową.
Standard MPT 1327 wraz z serią standardów, powstał w styczniu 1988 roku. Seria została ustalona przez brytyjskie Ministerstwo Poczty i Telekomunikacji (DTI Executive Agency, obecnie Ofcom (The Office of Communications)). Został użyty najpierw w Wielkiej Brytanii, Nowej Zelandii, Europie, Południowej Afryce, Australii, a nawet w Chinach.

## Sposób działania
System MPT 1327 oznacza losowy dostęp do systemu, za pomocą dynamicznej zmiany długości ramki (Dynamic Framelength Slotted ALOHA). Rozwiązuje to problem kolizji równoczesnych zgłoszeń od wielu abonentów systemu. Ramki, które są wysyłane przez stację bazową, zawierają różną liczbę szczelin czasowych. Ramka składająca się z pojedynczej szczeliny czasowej umożliwia już następnej szczelinie chęć zgłoszenia połączenia przez stację ruchomą. Natomiast gdy liczba szczelin w ramce jest większa niż jeden, wówczas stacje ruchome, które sygnalizują chęć nawiązania połączenia, wybierają losowo wolną szczelinę.

## Układ sterujący
TSC (Trunking System Controller) – układ sterujący systemu trankingowego, nadzoruje proces nawiązywania połączenia. System ten steruje długością ramki w zależności od kolizji, które występują pomiędzy zgłoszeniami stacji ruchomych. System TSC posiada kanał sterujący, umożliwiający transmisje informacji pomiędzy układem sterującym a stacjami ruchomymi. W kanale sterującym przewidywana jest przez standard transmisja cyfrowa z modulacją MSK o szybkości 1200 Bd. W kanale co 106,7 ms przesyłany jest komunikat sterujący, który jest wykorzystywany do porozumiewania się ze stacjami ruchomymi.
W komunikatach systemu MPT 1327 pojawiają się na przemian dwa rodzaje ciągów sterujących:
- CCSC (Control Channel System Codeword) – słowo kodowe kanału sterującego
- (Address Codeword) – kodowe słowo adresowe

Każde z tych ciągów występuje o długości 64 bitów.

## Komunikaty
Komunikat w systemie MPT 1327 rozpoczyna się słowem CCSC. Składa się ono z 5 części:
- startowy bit wskaźnika „0”
- 15 systemowych bitów identyfikacyjnych SYS (System Identity)
- 16-bitowy ciągu dopełniający CCS (Code Completion Sequence)
- 16-bitowa preambuła (SYNC)
- 16-bitowy blok parzystości CRC.

## Słowo kodowe adresowe
Jest wysyłane bezpośrednio w tej samej szczelinie, tylko po słowie CCSC. Rozpoczyna się bitem „1”. Następnie występuje zasadnicze słowo kodowe (CDM – Codeword Message), które zawiera 47-bitowy komunikat zabezpieczony 16-bitowym ciągiem parzystości CRC. Słowo kodowe może posiadać różne znaczenie. Może być ono informacją wysłaną z układu sterującego o numerze szczeliny, w której to można realizować losowy dostęp do systemu. Może to być również komunikat typu rozsiewczego o stanie systemu trankingowego. Komunikat może zostać wysłany przez stacje ruchomą i oznaczać: żądanie realizacji połączenia lub potwierdzenie gotowości do realizacji rozmowy.
Typy komunikatów przesyłanych w kanale sterującym, ilustrujących znaczenie słowa kodowego:
- ALOHA (ALH) - komunikat zapraszający do inicjacji połączeń
- AHOY (AHY) - komunikat z układu sterującego generowany do stacji ruchomej, oczekujący na potwierdzenie stacji ruchomej o gotowości do nawiązania połączenia
- REQUEST (RQS) - wysyłane ze Stacji ruchomej, żądanie nawiązania połączenia
- ACKNOWLEDGE (ACK) - potwierdzenie odbioru komunikatu RSQ lub AHY
- BROADCAST (BCAST) - komunikat zawierający informacje systemowe

Standardy stowarzyszone ze standardem MPT 1327:
- MPT 1317 – transmisja informacji cyfrowych przez połączenia radiowe
- MPT 1318 – znaczenie i planowanie systemu trankingowego
- MPT 1343 – specyfikacja styków stacji ruchomej
- MPT 1347 – specyfikacja styków dla techniki systemowej
- MPT 1352 – opis procedur testowania urządzeń trankingowych dla homologacji